# HER2
HER2 (англ. human epidermal growth factor receptor 2; рецептор эпидермального фактора роста, тип 2) — мембранный белок, тирозиновая протеинкиназа семейства рецепторов эпидермального фактора роста EGFR/ErbB, кодируемый геном человека ERBB2. Амплификация или повышенная экспрессия гена этого белка играет важную роль в патогенезе и прогрессировании определённых агрессивных типов рака молочной железы, является важным биомаркером и терапевтической мишенью этого вида рака.

## Описание
Человеческие рецепторы эпидермального фактора роста (HER, Erb B) составляют семейство поверхностных рецепторов клеток, вовлеченных в передачу сигналов, управляющих нормальным ростом и дифференцированием клеток. Эти факторы роста работают с лигандами, ни один из которых не специфичен для рецептора HER2. HER-рецепторы существуют и как мономеры, и как димеры (то есть гомо- или гетеродимеры). Семейство белков Erb B включает 4 мембранно-связанных тирозиновых протеинкиназы: рецептор эпидермального фактора роста ErbB-1, ErbB-2 (HER2), ErbB-3 и ErbB-4. Все они состоят из внеклеточного лиганд-связывающего домена, трансмембранного домена и внутриклеточного домена. Внутриклеточный домен отвечает за связывание с целым рядом сигнальных белков и имеет как лиганд-зависимые, так и лиганд-независимые активности. Закрепление лиганда с HER1, HER3 или HER4 вызывает быструю димеризацию рецептора, но HER2 является предпочтительным партнером димеризации. Кроме того, HER2-содержащие гетеродимеры производят внутриклеточные сигналы, которые значительно сильнее сигналов, происходящих от других комбинаций HER. Димеризация рецептора приводит к аутофосфорилированию тирозиновых остатков цитоплазматического домена белка и инициирует ряд сигнальных путей.
Функция HER2 состоит в регуляции роста и размножения клеток. В нормальной клетке есть две копии гена этого белка, в раковой — намного больше, в результате на поверхности раковой клетки располагается много молекул белка HER2, что приводит к нарушению регуляции роста клеток. Опухоли быстрее растут, более агрессивны и меньше подвержены воздействию химиотерапии и гормональной терапии.

## Структура
Зрелый белок состоит из 1233 аминокислот, молекулярная масса 137,9 кДа. Включает внеклеточный домен с 7 участками N-гликозилирования, трансмембранный фрагмент и цитозольный домен, состоящий из протеинкиназного участка и трёх участков связывания белков.

## Рак молочной железы
Амплификация или повышенная экспрессия гена ERBB2 наблюдается в 30 % случаев рака молочной железы. Белок ассоциирован с агрессивностью опухоли и неблагоприятным прогнозом. Повышенная экспрессия этого белка также наблюдается в клетках рака яичников, желудка и матки.
HER2 — высокоспецифичная мишень для лечения рака молочной железы. Рекомбинантное моноклональное антитело к HER2 (rhuMAb-HER2, препарат трастузумаб, герцептин) обеспечивает быстрое удаление HER2 с поверхности клеток и, таким образом, уменьшает доступность этого белка и его онкогенность.
На 2019 год существуют 4 теста для выявления повышенной экспрессии HER2:
1. IHC (англ. ImmunoHistoChemistry) — Иммуногистохимическое исследование (ИГХ)
2. FISH (англ. Fluorescence In Situ Hybridization) — Флуоресцентная гибридизация in situ
3. SPoT-Light HER2 CISH (англ. Subtraction Probe Technology Chromogenic In Situ Hybridization) — Хромогенная гибридизация in situ
4. Inform HER2 Dual ISH test (англ. Inform Dual In Situ Hybridization)

Также для такой диагностики может использоваться анализ ДНК опухолевых клеток методом ПЦР, преимуществом метода является возможность использования архивных образцов опухоли, хранящихся в парафиновых блоках